# الخطوط الجوية الليبية

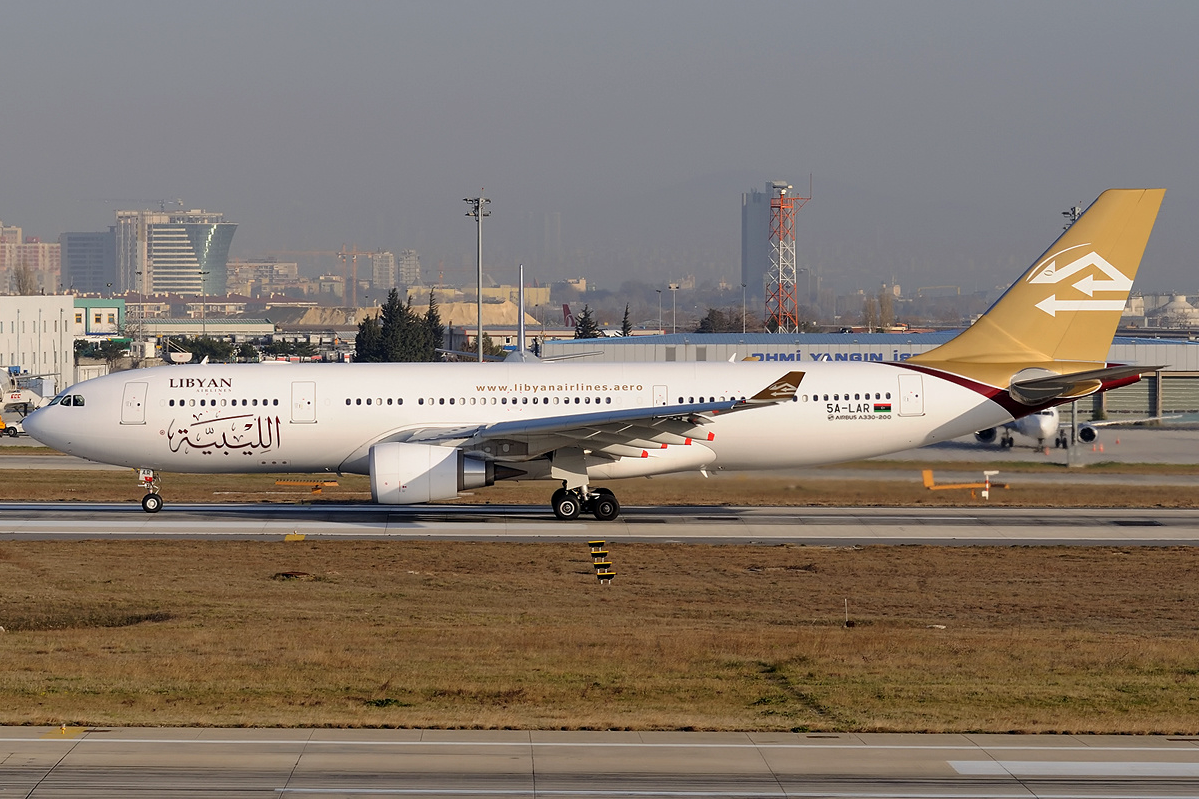
طائرة الشركة من نوع إيرباص ايه 330
بالشعار الجديد والصباغة الجديدة

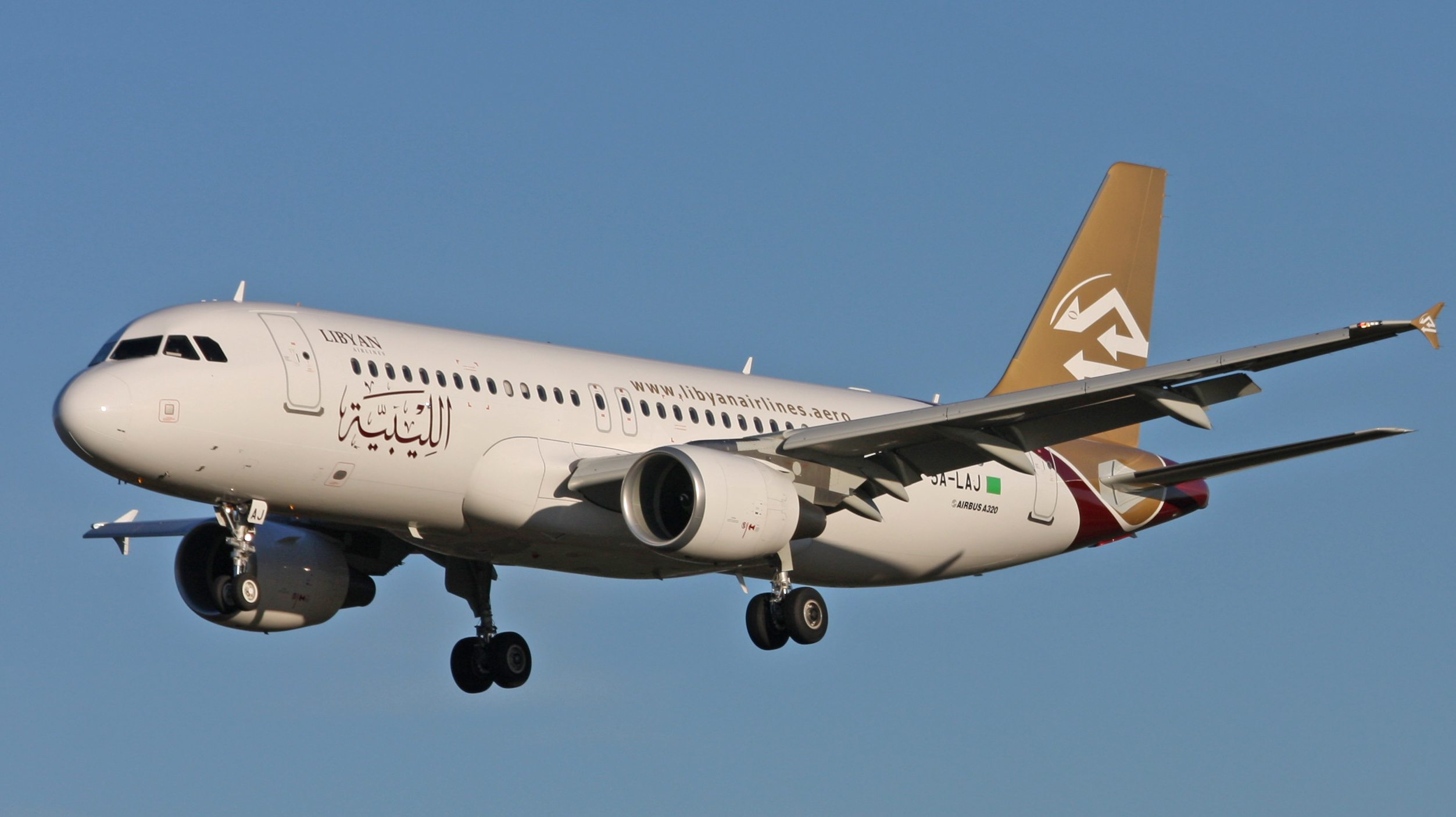
طائرة الشركة من نوع إيرباص ايه 320
بالشعار الجديد والصباغة الجديدة

الخطوط الجوية الليبية هي الناقل الجوي الوطني في ليبيا، يقع مقرها في العاصمة طرابلس، بمطار معيتيقة الدولي وهي مملوكة بالكامل للحكومة الليبية.

## تاريخ
تأسست الشركة عام 1964 تحت اسم «الخطوط الجوية للمملكة الليبية»، وتم تغيير إسمها لاحقاً في عام 1969 إلى «الخطوط الجوية العربية الليبية» ثم في عام 2006 تم تغيير اسم الشركة إلى إسمها الحالي «الخطوط الجوية الليبية». منذ عام 2007 أصبحت الخطوط الجوية الليبية فرع تابع للشركة الليبية الأفريقية للطيران القابضة.
عام 2014 فقدت الشركة عددا كبيراً من الطائرات بعد الأضرار الفادحة التي تعرض لها مطار طرابس الدولي بسبب الاشتباكات والأعمال العسكرية التي تعرض لها المطار وفي نفس العام تم تحويل الرحلات التي كانت تسير من مطار طرابلس ونقلها لتنطلق من مطار معيتيقة بالعاصمة الليبية طرابلس.
في أكتوبر 2017 أعلنت الشركة عن إيقاف جميع عمليتها بمطار الأبرق الدولي لأسباب تتعلق بالأمن والسلامة.

## الوجهات
إلى غاية يونيو 2022، قائمة وجهات الخطوط الجوية الليبية:
| المطار              | الوجهات                                                                      |
| ------------------- | ---------------------------------------------------------------------------- |
| مطار معيتيقة الدولي | بنغازي - سبها - تونس - صفاقس - الإسكندرية - القاهرة - عمان - إسطنبول - نيامي |
| مطار بنينا الدولي   | سبها - طرابلس - تونس - القاهرة - الاسكندرية - عمان - إسطنبول موسمية: جدة     |
| مطار مصراتة الدولي  | تونس - صفاقس موسمية: جدة                                                     |

## الأسطول
أغلب طائرات الشركة تعتبر خارج الخدمة بسبب الحالة الأمنية في ليبيا والتي أدت إلى خسائر مادية في عدد كبير من الطائرات، كما أن أزمة جائحة كوفيد 19، والقيود المفروضة على السفر، وإغلاق الدول لحدودها الجوية، تسبب أيضاً في توقف عدد كبير من الطائرات عن الخدمة.
إلى غاية يونيو 2022، يتشكل أسطول الخطوط الجوية الليبية من الطائرات التالية:
| طراز الطائرة             | عدد الطائرات | في الخدمة     | خارج الخدمة                 |
| ------------------------ | ------------ | ------------- | --------------------------- |
| إيرباص إيه 320           | 3            | 5A-LAK 5A-LAP | 5A-LAH                      |
| إيرباص إيه 330           | 2            | 5A-LAT        | 5A-LAR                      |
| بومباردييه سي آر جيه 900 | 4            |               | 5A-LAD 5A-LAE 5A-LAM 5A-LAN |
| المجموع                  | 9            |               |                             |

## أحداث وحوادث

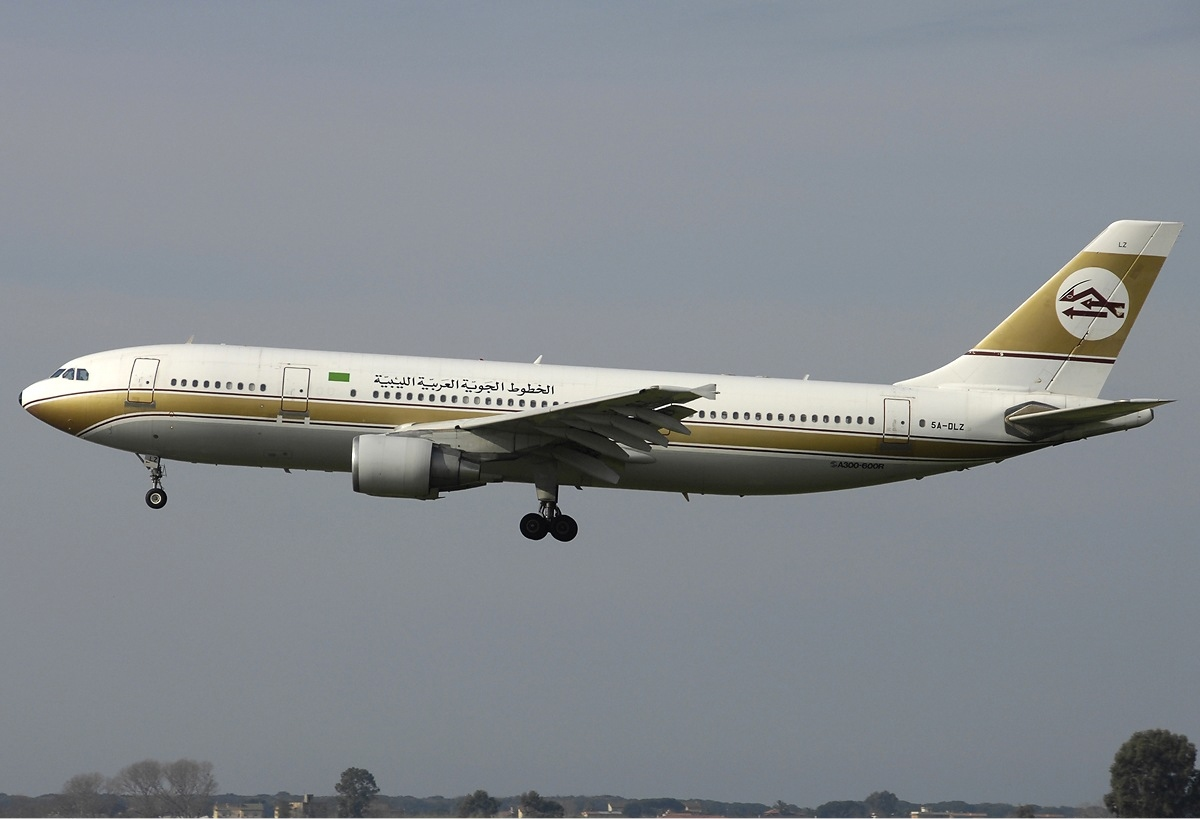
الصباغة القديمة والشعار القديم للشركة
الخطوط الجوية العربية الليبية
طائرة من نوع إيرباص إيه 300

تعرضت العديد من الطائرات التابعة للخطوط الجوية الليبية للقصف بسبب أحداث الحرب والاشتباكات التي تعاني منها ليبيا
| التاريخ     | ترقيم الطائرة |                         | النتائج                                                                  |
| ----------- | ------------- | ----------------------- | ------------------------------------------------------------------------ |
| أكتوبر 2017 | 5A-LAR        | إيرباص إيه 330          | تعرضت لإصابة في هيكلها بسبب الاشتباكات قرب مطار معيتيقة الدولي           |
| يوليوز 2014 | 5A-LAS        | إيرباص إيه 330          | تعرضت لإصابة كبيرة في هيكلها في مطار طرابلس الدولي                       |
| يوليوز 2014 | 5A-LAL        | بومبارديه سي آر جيه 900 | تعرضت للقصف حيث اشتعلت بها النيران واحترقت بالكامل في مطار طرابلس الدولي |
| يوليوز 2014 | 5A-LAI        | إيرباص إيه 320          | تعرضت للقصف وتحطم ذيلها في مطار طرابلس الدولي                            |
| غشت 2011    | 5A-DLZ        | إيرباص إيه 300          | تم تحطيمها في مطار طرابلس الدولي                                         |

## وصلات خارجية
- الموقع الرسمي للخطوط الجوية الليبية
- تفاصيل أسطول الخطوط الجوية الليبية (بالإنجليزية)